# 尼奇劳尔
尼奇劳尔（Nichlaul），是印度北方邦Maharajganj县的一个城镇。总人口15501人（2001年）。

## 人口
该地2001年总人口15501人，其中男性8272人，女性7229人；6岁或以下人口2742人，其中男1423人，女1319人；识字率56.05%，其中男性为66.90%，女性为43.63%。